# Ołeh Łytwynenko
Ołeh Iwanowycz Łytwynenko (ukr. Олег Іванович Литвиненко; ur. 13 marca 1973) – ukraiński zapaśnik walczący w stylu klasycznym.
Zajął 26. miejsce na mistrzostwach świata w 1998. Brązowy medalista mistrzostw Europy w 1998; szósty w 1999 roku.